# خورش غوره بادمجان
خورش غوره بادمجان یکی از غذاهای سنتی استان همدان است. مواد این خورش را گوشت مرغ یا گوشت چرخ کرده، بادنجان، گوجه فرنگی یا رب گوجه فرنگی، غوره، پیاز، نمک و ادویه مانند زردچوبه تشکیل می‌دهد.